# Radio Pezet. Produkcja Sidney Polak
Radio Pezet. Produkcja Sidney Polak – album studyjny polskiego rapera Pezeta, wyprodukowany w znacznej mierze przez Sidneya Polaka. Wbrew tytułowi producentami nagrań byli także Ripperman Beats, Auer (The Lordz Team), Supra 1 oraz Zjawin. Wydawnictwo ukazało się 4 września 2012 roku nakładem należącej do Pezeta oficyny Koka Beats w dystrybucji koncernu EMI. Oprawę graficzną albumu wykonał Grzegorz „Forin” Piwnicki.
Pierwszy singel promujący album zatytułowany „Co mam powiedzieć” ukazał się 19 sierpnia 2011. Piosenka była pierwszym przebojem radiowym rapera od 2006 roku. Kompozycja dotarła do 24. i 31. miejsca odpowiednio Szczecińskiej Listy Przebojów oraz Listy Przebojów Programu Trzeciego Polskiego Radia. W ramach promocji do piosenki powstał także teledysk zrealizowany przez zespół producencki 2 DajREKTORS. Drugi singel pt. „Noc jest dla mnie” z gościnnym udziałem Fokusa ukazał się 16 grudnia tego samego roku. Natomiast premiera teledysku do utworu powstałego we współpracy z Film-A-Lot Productions odbyła się na początku 2012 roku. 17 sierpnia, także 2012 roku został wydany trzeci singel promujący do utworu „Supergirl”. Obraz do tejże piosenki wyreżyserował Florian Malak. Wszystkie single zostały wydane w formie digital download.
Płyta zadebiutowała na 2. miejscu zestawienia OLiS i osiągnęła złoty certyfikat.

## Lista utworów
Opracowano na podstawie materiału źródłowego.
1. „Radio Pezet 01” – 0:39
2. „P-Z” – 3:00
3. „Co mam powiedzieć” – 3:26
4. „Ten dzień minie” – 5:03
5. „Radio Pezet 02” – 0:27
6. „Brutto czy netto” – 4:08
7. „Na pewno” – 3:14
8. „Rock'n'Roll” – 3:39
9. „Radio Pezet 03” – 0:35
10. „Noc jest dla mnie” (gościnnie: Fokus) – 4:12
11. „Radio Pezet 04” – 0:32
12. „Charlie Sheen” (gościnnie: Ten Typ Mes, Sidney Polak) – 3:28
13. „Radio Pezet 05” – 0:25
14. „Killa Kela Pezet's Greatest Hits” – 1:17
15. „Fakty ludzie pieniądze” – 3:35
16. „Dj Panda Skit” – 1:10
17. „Slang 2” – 4:18
18. „Spis cudzołożnic” (gościnnie: Supra1) – 4:33
19. „Japan Porno Skit” – 0:27
20. „Byłem” (gościnnie: Aś) – 4:16
21. „Supergirl” – 3:54
22. „Radio Pezet 06” – 0:18
23. „Jak być szczęśliwym” (gościnnie: Killa Kela) – 5:32
24. „Radio Pezet 07” – 0:27
25. „Shot Yourself” (gościnnie: Kamil Bednarek) (Acoustic Version) – 3:40